# Antônio Balbino
Antônio Balbino de Carvalho Filho (Barreiras, 22 de abril de 1912 — Rio de Janeiro, 5 de maio de 1992) foi um político brasileiro, governador da Bahia, ministro do Brasil e senador da República.

## Biografia
Formou-se em direito na Faculdade Nacional de Direito da Universidade Federal do Rio de Janeiro, onde contribuiu para diversas publicações. Diplomando-se em 1932, fez curso na Sorbonne de economia política.
Voltando para Salvador, logo torna-se professor de Finanças na Faculdade de Direito da Bahia e leciona também na Faculdade de Filosofia.
Na política é deputado constituinte estadual nos anos de 1937 e de 1947; foi deputado federal e ministro da Educação e Saúde no governo de Getúlio Vargas (1951-54), governador do Estado da Bahia, ministro dos Negócios da Indústria e Comércio do Governo João Goulart e finalmente senador até 1971, quando afastou-se da vida pública.
Atuou, ao lado de Otávio Mangabeira, na Bahia, no Getulismo e, quando do Golpe Militar de 1964, instituído o bipartidarismo em 1966, filia-se ao MDB. Foi sogro de Ney Ferreira.
Era casado com Tysila Veloso Viana Balbino de Carvalho. É citado na música "Tradição" de Gilberto Gil, gravada pelo compositor em três álbuns: "Cidade do Salvador" (1973); "Realce" (1979) e "Tropicália II", ao lado de Caetano Veloso, em 1993.

## Governo da Bahia
Ocupou o governo de 7 de abril de 1955 a 7 de abril de 1959. Afeito à área econômica, concentrou sua administração em construir no estado um arcabouço financeiro sólido.
Iniciou, na capital, a construção do Teatro Castro Alves que, prestes a ser inaugurado, sofreu um incêndio (segundo informes oficiais e nunca totalmente aceitos, devido a um curto-circuito) que impossibilitou sua inauguração (e que veio a ocorrer somente no governo Lomanto Júnior.
Outra de suas realizações foi o Ginásio de Esportes Antônio Balbino (conhecido por Balbininho), anexo ao Estádio da Fonte Nova, mas que foi demolido em 2010 para dar lugar ao estacionamento da nova Fonte Nova, construída para a Copa do Mundo FIFA 2014, deixando a cidade de Salvador sem ginásio e piscina olímpica adequados a receber eventos esportivos.
Criou a Comissão de Planejamento Econômico (CPE), o FUNDAGRO (destinado ao fomento agrícola), a COELBA (empresa que durante décadas geriu a distribuição energética no estado, privatizada por Paulo Souto), a MAFRISA (destinado a higienizar os frigoríficos e matadouros), a CASEB (para regular a produção, através de uma rede de armazéns), a TEBASA (companhia telefônica, depois rebatizada como TELEBAHIA e já privatizada), o Banco de Fomento do Estado da Bahia, e o PAMESE (instituto previdenciário, depois transformado no IAPSEB e privatizado no governo de Paulo Souto), e a Maternidade Tsila Balbino - obras todas centradas na Capital, mas com reflexos no interior - boa parte delas visando a um melhor planejamento governamental e execução de políticas públicas eficientes.
Apesar deste grande legado, as injunções políticas que se seguiram levaram ao desvirtuamento dessas propostas - sobretudo durante o regime militar e surgimento do neo-coronelismo carlista.